# 2004年中國網球公開賽
2004年中國網球公開賽是一項在中國北京舉行的比賽，為第6屆賽事，場地是硬地球場，在ATP巡迴賽是國際系列賽和在WTA巡迴賽是二級錦標賽。 ，男子賽事於2004年9月13日至9月19日進行；女子賽事於2004年9月20日至9月26日進行。

## 冠軍得主

### 男子單打
馬拉特·薩芬 擊敗  米哈伊爾·尤日尼（7-6(4), 7-5）

### 女子單打
莎蓮娜·威廉絲 擊敗  斯維特拉娜·庫茲涅佐娃（4-6, 7-5, 6–4
）

### 男子雙打
賈斯汀·吉梅爾斯托布 /  格雷頓·奧利弗 擊敗  亞力克斯·博格莫洛夫 /  泰勒·丹特（4-6, 6-4, 7-66）

### 女子雙打
艾曼紐·加利亞爾迪 /  迪娜拉·薩芬娜 擊敗  姬絲拉·杜高 /  瑪麗亞·文托-卡布奇（6-4, 6-4）

## 外部連結
- 官方網址（页面存档备份，存于）